# Gerardo Alfaro
Gerardo Alfaro Peña (Ciudad de México, 16 de marzo de 1973-Ciudad de México, 16 de octubre de 2007) fue un periodista y conductor de radio y televisión de México, egresado de la Universidad de Periodismo y Arte en Radio y TV (PART). Conocido por su periodismo en el medio del espectáculo.

## Trayectoria
Inició su carrera como guionista y entrevistador de espectáculos en la radio para la empresa, NRM, después trabajó en TV Azteca como reportero de los programas El Ojo del Huracán, Con un nudo en la Garganta, Caiga quien caiga y Ventaneando, posteriormente ingresó a Televisa donde fue conductor del programa Con Todo y La Oreja donde trabajó hasta el día de su muerte.

## Muerte
En mayo de 2007 se le detecta cáncer linfático y comienza la lucha para salvar su vida, días después, el conductor informó que se había realizado exámenes que le daban esperanza de recuperarse, finalmente falleció el 16 de octubre de 2007 por un derrame cerebral en el Instituto Nacional de Cancerología en la Ciudad de México.